# Culinária
A culinária é a arte de cozinhar, (ver: artes mecânicas) ou seja, o acto de confeccionar alimentos. Ela evoluiu ao longo da história dos povos para tornar-se parte da cultura de cada povo. Está invariavelmente associada à cozinha, pois este é o local ideal para cozinhar. Os métodos de culinária variam de região para região, não só os ingredientes, como também as técnicas culinárias e os próprios utensílios. Por exemplo, a cataplana é um recipiente para cozinhar alimentos típico do Algarve, equivalente à tajine de Marrocos. A alheira de Mirandela é um dos alimentos mais exclusivos da cozinha portuguesa, enquanto na culinária do Brasil, os pratos típicos incluem a feijoada brasileira e o churrasco (ver: História da alimentação no Brasil). O cozinheiro principal é normalmente conhecido como chef, assim reconhecido pela sua boa cozinha e dotes culinários.
A cozinha, muitas vezes, reflete outros aspectos da cultura, tais como a religião – a carne de vaca é tabu alimentar entre os hindus, enquanto a de porco é proibida entre os muçulmanos e judeus – ou determinadas posições filosóficas, como o vegetarianismo (que reprova o consumo de carne) e o veganismo (que reprova o consumo de alimentos de origem animal, como carne, ovos, laticínios e mel).
O desenvolvimento industrial teve igualmente um grande impacto na forma como as pessoas se alimentam. Por exemplo, a maior incidência de pessoas que trabalham longe de casa ou têm mais horas de trabalho levou ao surgimento da comida rápida; por outro lado, a consciência da segurança alimentar e da qualidade alimentar levou à criação de regras, por vezes na forma de leis, sobre a forma como os alimentos devem ser vendidos.
Uma disciplina associada à culinária é a gastronomia, que se ocupa não apenas do modo como os alimentos são preparados, mas também com o seu consumo.

## Etimologia
O vocábulo "culinária" deriva do latim culinarĭus, que por sua vez deriva da palavra culina, que embora significasse "cozinha", também poderia ter, originalmente, outros significados, como "latrina" .

## História
Nos primórdios da história humana, a alimentação baseava-se no consumo de vegetais e de animais caçados, geralmente ingeridos crus. Com o domínio do fogo, os alimentos passaram a ser cozidos, o que não apenas aumentou sua digestibilidade, mas também impulsionou o desenvolvimento orgânico da humanidade. A revolução na alimentação continuou com as descobertas da agricultura e da pecuária, que elevaram não apenas a qualidade dos alimentos, mas também sua disponibilidade. Avanços posteriores, como as técnicas de fertilização do solo, o controle biológico de pragas e, mais recentemente, a modificação genética de plantas e animais, contribuíram para um aumento significativo na eficiência da produção alimentícia.
Paralelamente a esse desenvolvimento, a preparação dos alimentos evoluiu. Os avanços tecnológicos ao longo do tempo transformaram gradualmente os utensílios e as técnicas culinárias, ampliando as possibilidades na cozinha e enriquecendo as práticas alimentares.

## Imagens

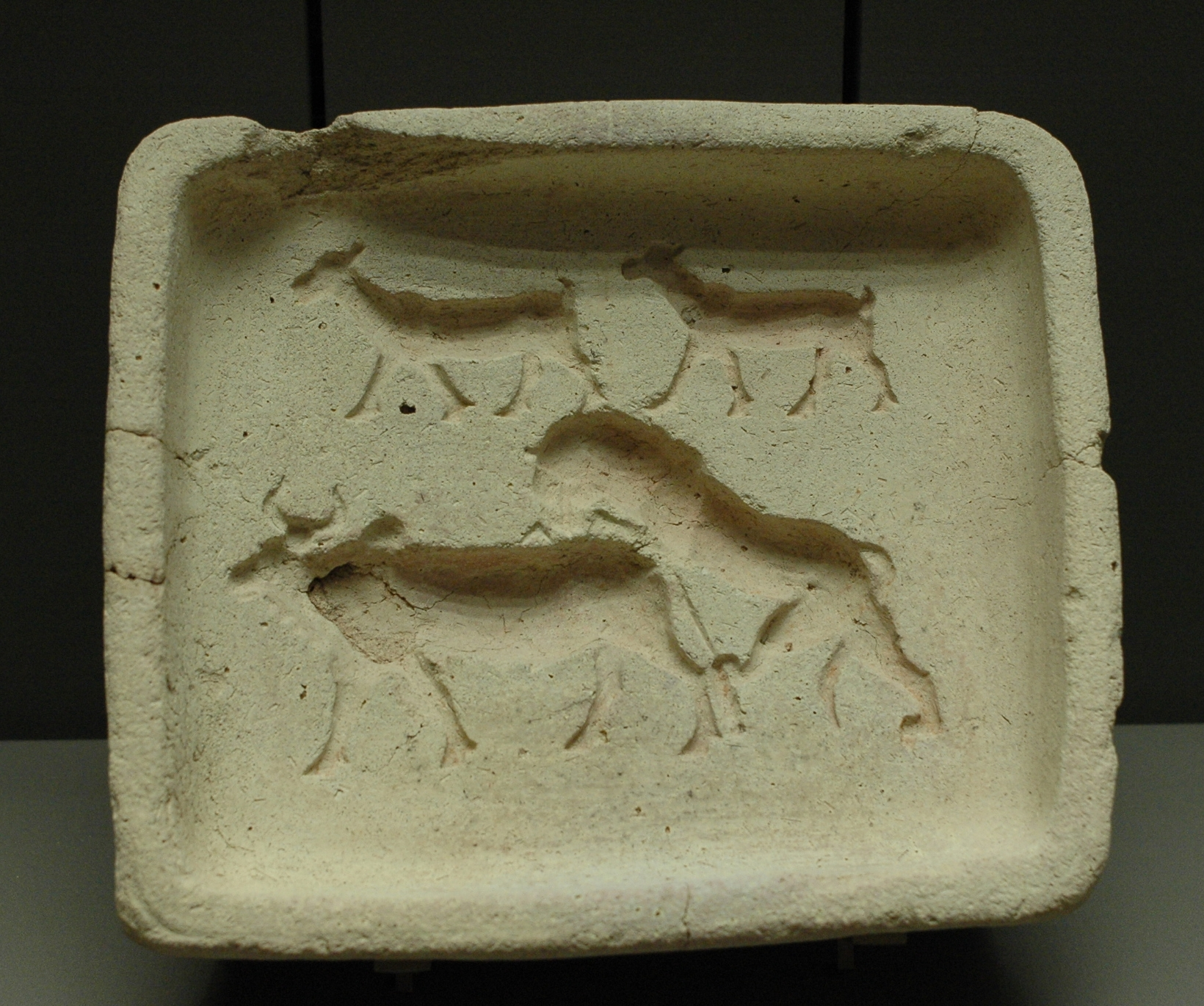
Forma de pão, representando duas cabras e um leão atacando uma vaca (terracota do início do segundo milênio a.C., do palácio real de Mari)
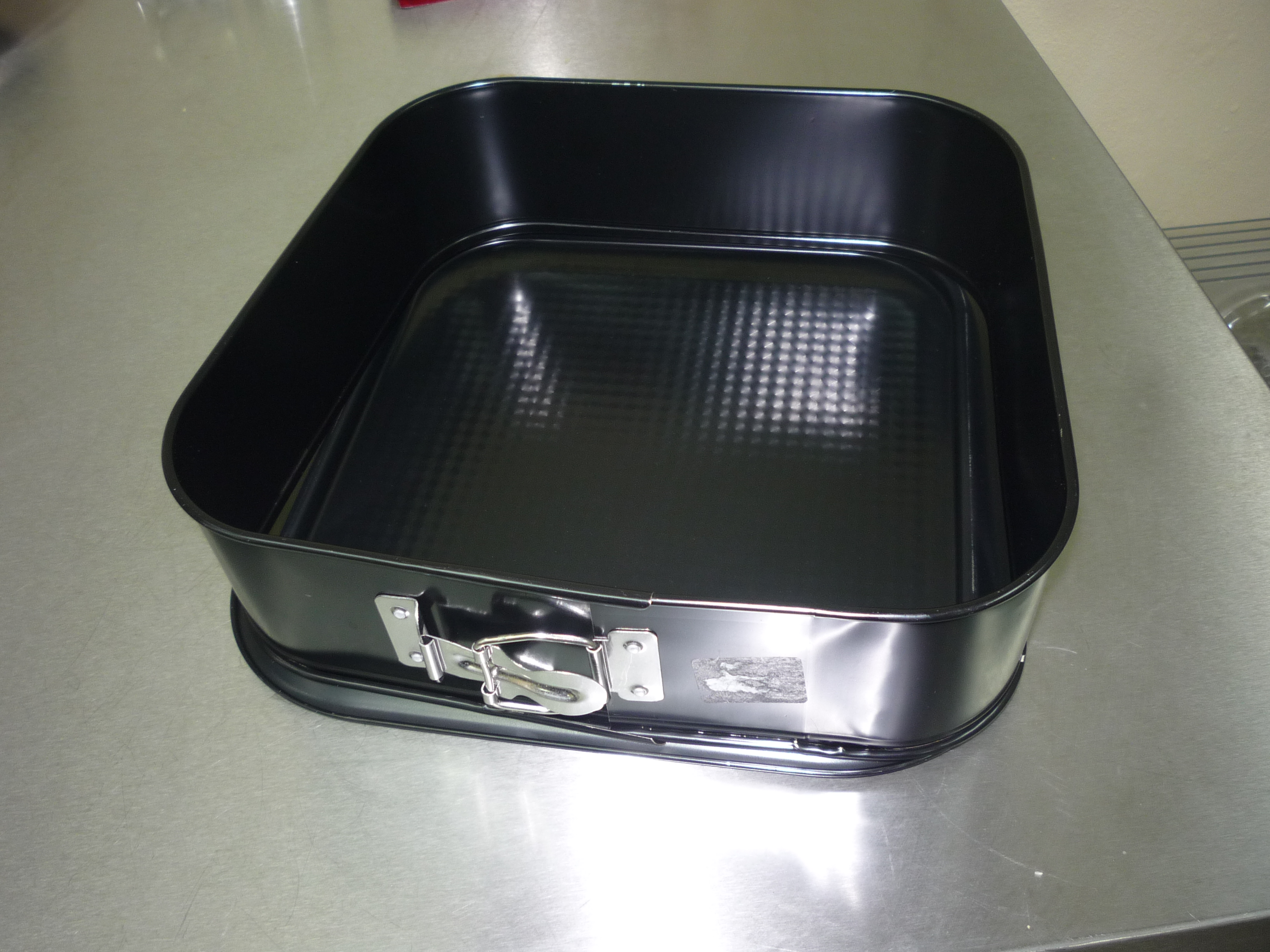
Moderna forma antiaderente
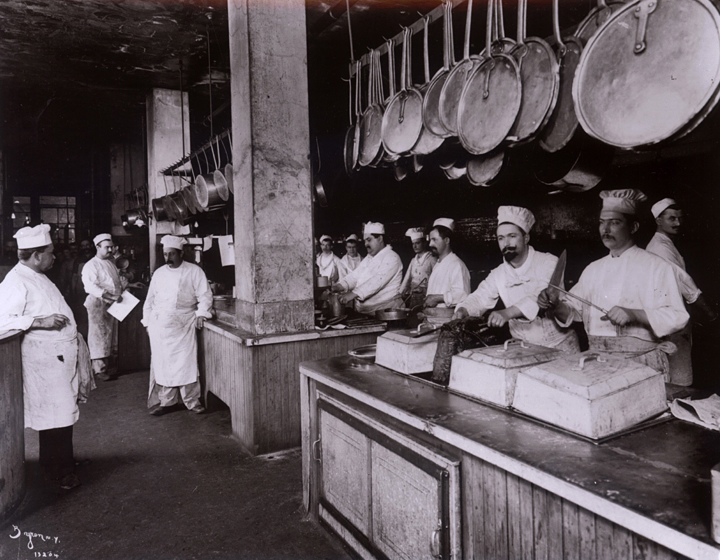
Cozinha de um restaurante americano em 1902
Símbolo universal indicativo de um restaurante
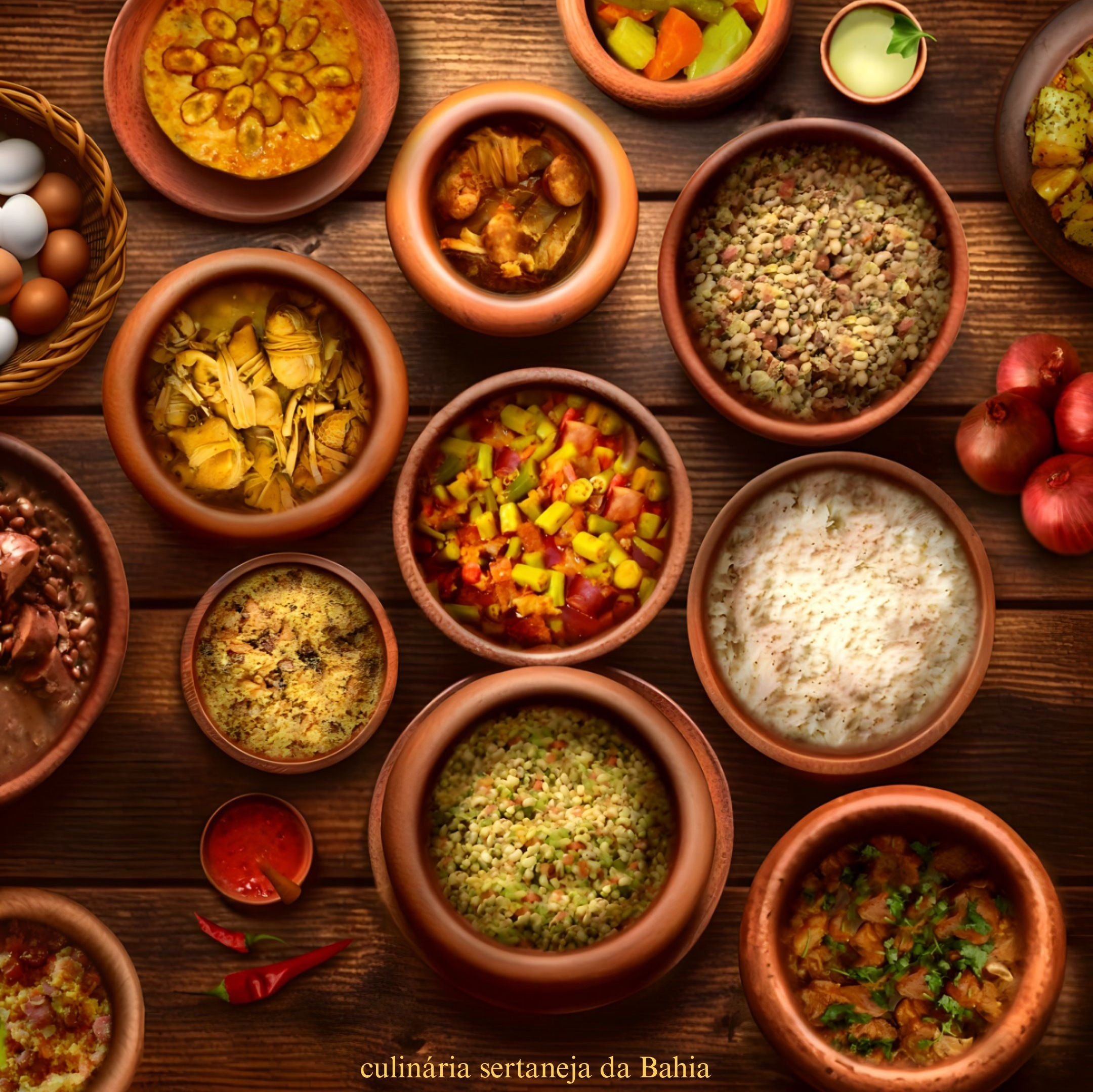
Culinária sertaneja baiana